# New Scotland Yard (serie televisiva)
New Scotland Yard è una serie televisiva britannica in 45 episodi trasmessi per la prima volta nel corso di 4 stagioni dal 1972 al 1974.
È un dramma poliziesco incentrato sulle attività di due agenti del Criminal Investigations Department (CID) della Metropolitan Police in forza alla New Scotland Yard.

## Personaggi e interpreti

### Personaggi principali
- Detective Kingdom (38 episodi, 1972-1973), interpretato da John Woodvine.
- Detective sergente Ward (38 episodi, 1972-1973), interpretato da John Carlisle.

### Personaggi secondari
- Detective Clay (8 episodi, 1972-1974), interpretato da Michael Turner.
- Detective sergente Dexter (7 episodi, 1974), interpretato da Clive Francis.
- Detective sergente Bates (5 episodi, 1972-1973), interpretato da Colin Rix.
- Adams (3 episodi, 1972-1974), interpretato da Ray Lonnen.
- Barman (3 episodi, 1972-1974), interpretato da Peter Miles.
- PC Noble (3 episodi, 1972-1973), interpretato da Ken Barker.
- Detective Thomas (3 episodi, 1972-1973), interpretato da Dennis Blanch.
- Harry Carson (3 episodi, 1972), interpretato da Barry Warren.
- Detective (2 episodi, 1972-1974), interpretato da Gareth Forbes.
- Detective ispettore Moss (2 episodi, 1972-1974), interpretato da Roger Hume.
- Betty Johnson (2 episodi, 1972-1974), interpretato da Mary Kenton.
- Mr. Docherty (2 episodi, 1972-1974), interpretato da John McKelvey.
- Charlie Palmer (2 episodi, 1972-1974), interpretato da Billy Murray.

## Produzione
La serie fu prodotta da Jack Williams per la London Weekend Television

### Registi
Tra i registi sono accreditati:
- Oliver Horsbrugh in 6 episodi (1972-1974)
- Bill Turner in 6 episodi (1972-1974)
- John Reardon in 6 episodi (1972-1973)
- Paul Annett in 4 episodi (1972-1973)
- Bryan Izzard in 4 episodi (1972)
- Bill Bain in 2 episodi (1972-1973)
- Tony Wharmby in 2 episodi (1972)
- Cyril Coke in 2 episodi (1973)
- Philip Casson in 2 episodi (1974)
- David Cunliffe
- Mike Gibbon
- Howard Ross

### Sceneggiatori
Tra gli sceneggiatori sono accreditati:
- Tony Hoare in 8 episodi (1972-1974)
- Stuart Douglass in 7 episodi (1972-1974)
- Don Houghton in 5 episodi (1972-1973)
- Peter Wildeblood in 3 episodi (1972-1974)
- Basil Dawson in 2 episodi (1972-1974)
- Frank Williams in 2 episodi (1972-1974)
- Peter Hammond in 2 episodi (1973-1974)
- Peter Hill in 2 episodi (1973-1974)
- James Andrew Hall in 2 episodi (1973)

## Distribuzione
La serie fu trasmessa nel Regno Unito dal 22 aprile 1972 al 25 maggio 1974 sulla rete televisiva Independent Television. È stata distribuita anche in Germania Est con il titolo Ein Fall für Scotland Yard.

## Episodi
| Stagione         | Episodi | Prima TV Regno Unito |
| ---------------- | ------- | -------------------- |
| Prima stagione   | 12      | 1972                 |
| Seconda stagione | 13      | 1972                 |
| Terza stagione   | 13      | 1973                 |
| Quarta stagione  | 7       | 1974                 |